# Mustafa El Biyaz
Mustafa El Biyaz (Taza, Marrocos, 12 de fevereiro de 1960), é um ex-futebolista marroquino que atuava como zagueiro.

## Carreira
Mustafa El Biyaz fez parte do elenco da segunda partição da Seleção Marroquina de Futebol na Copa do Mundo de 1986. 